# 苯乙炔银
苯乙炔银是一种有机银化合物，化学式为C8H5Ag。它可由苯乙炔和银氨溶液反应，或三甲基硅基乙炔基苯和硝酸银（或三氟甲磺酸银）反应制得。在四氢呋喃中，它可以被氯化铜氧化为1,4-二苯基-1,3,-丁二炔。